# Chenac-Saint-Seurin-d’Uzet
Chenac-Saint-Seurin-d’Uzet ist eine französische Gemeinde mit 595 Einwohnern (Stand: 1. Januar 2022) im Département Charente-Maritime in der Region Nouvelle-Aquitaine (vor 2016: Poitou-Charentes); sie gehört zum Arrondissement Saintes und zum Kanton Saintonge Estuaire. Die Einwohner werden Chenacais und Saint-Surinais genannt.

## Geographie
Chenac-Saint-Seurin-d’Uzet liegt unmittelbar am Ästuar der Gironde sowie etwa 77 Kilometer nordnordwestlich von Bordeaux. 
Nachbargemeinden von Chenac-Saint-Seurin-d’Uzet sind Épargnes im Norden, Virollet im Nordosten und Osten, Mortagne-sur-Gironde im Osten und Südosten sowie Barzan im Nordwesten. Auf der gegenüberliegenden Seite des Ästuars liegt im Süden Jau-Dignac-et-Loirac.

## Geschichte
Im Jahr 1965 wurden die Gemeinden Chenac-sur-Gironde und Saint-Seurin-d’Uzet zusammengelegt.

## Bevölkerungsentwicklung
| Jahr                       | 1962 | 1968 | 1975 | 1982 | 1990 | 1999 | 2006 | 2019 |
| Einwohner                  | 488  | 795  | 721  | 667  | 599  | 572  | 590  | 598  |
| Quellen: Cassini und INSEE |      |      |      |      |      |      |      |      |

## Sehenswürdigkeiten
- Kirche Saint-Séverin, ursprünglich aus dem 12. Jahrhundert, heutiger Bau von 1689
- Kirche Saint-Martin aus dem 19. Jahrhundert
- Schloss Saint-Seurin-d'Uzet aus dem 15. Jahrhundert
- Mühle von Barabe

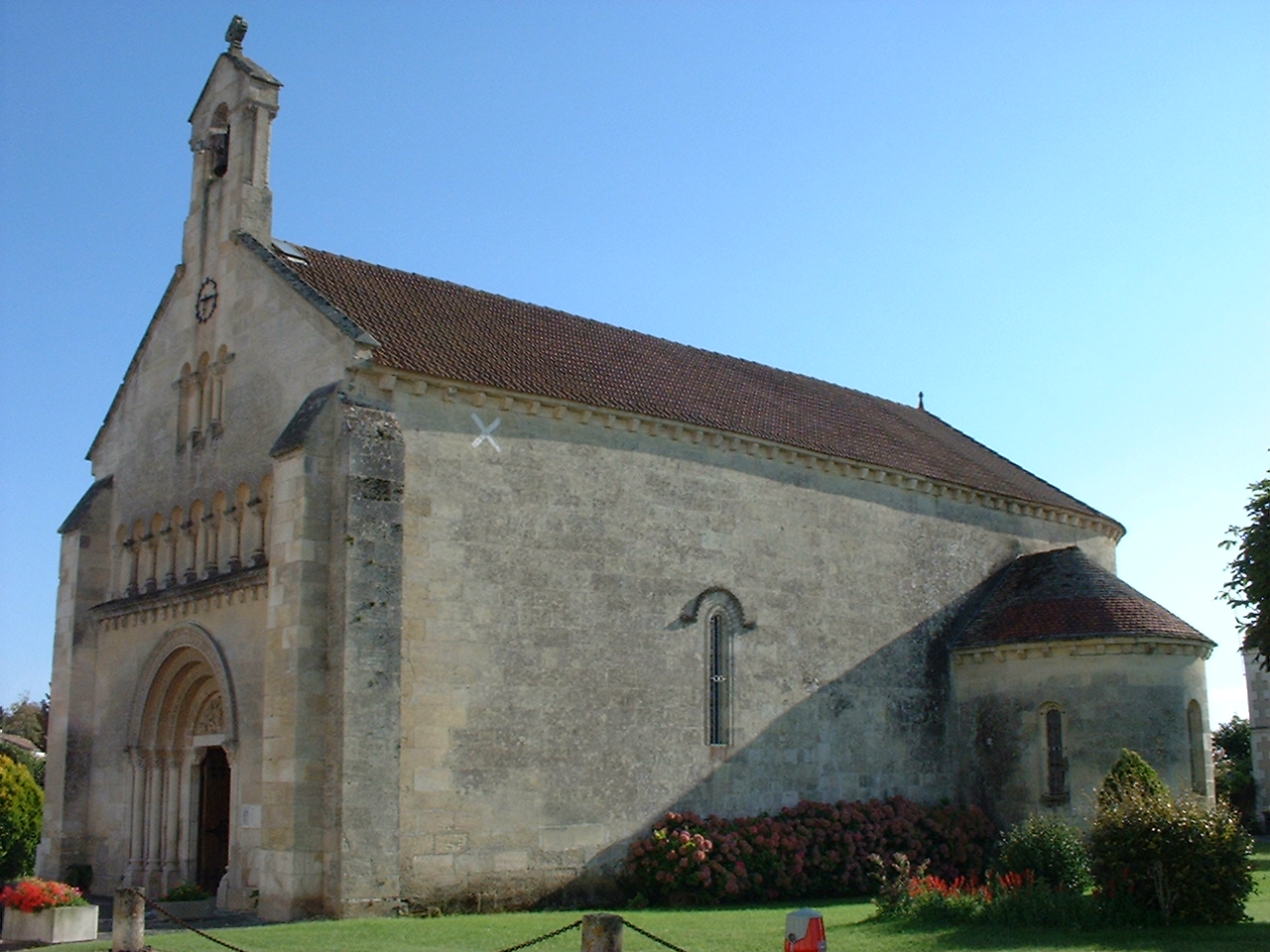
Kirche Saint-Séverin
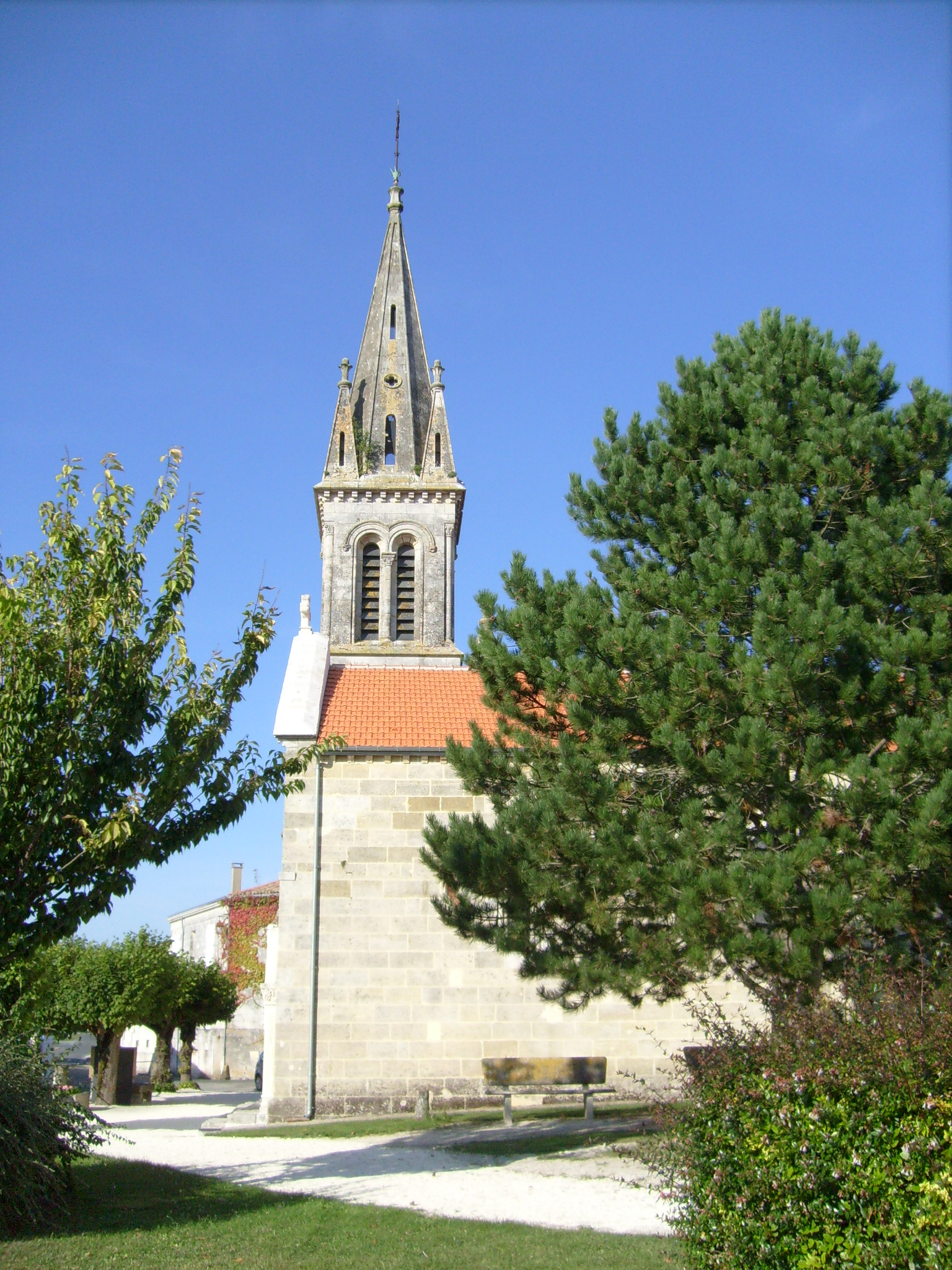
Kirche Saint-Martin
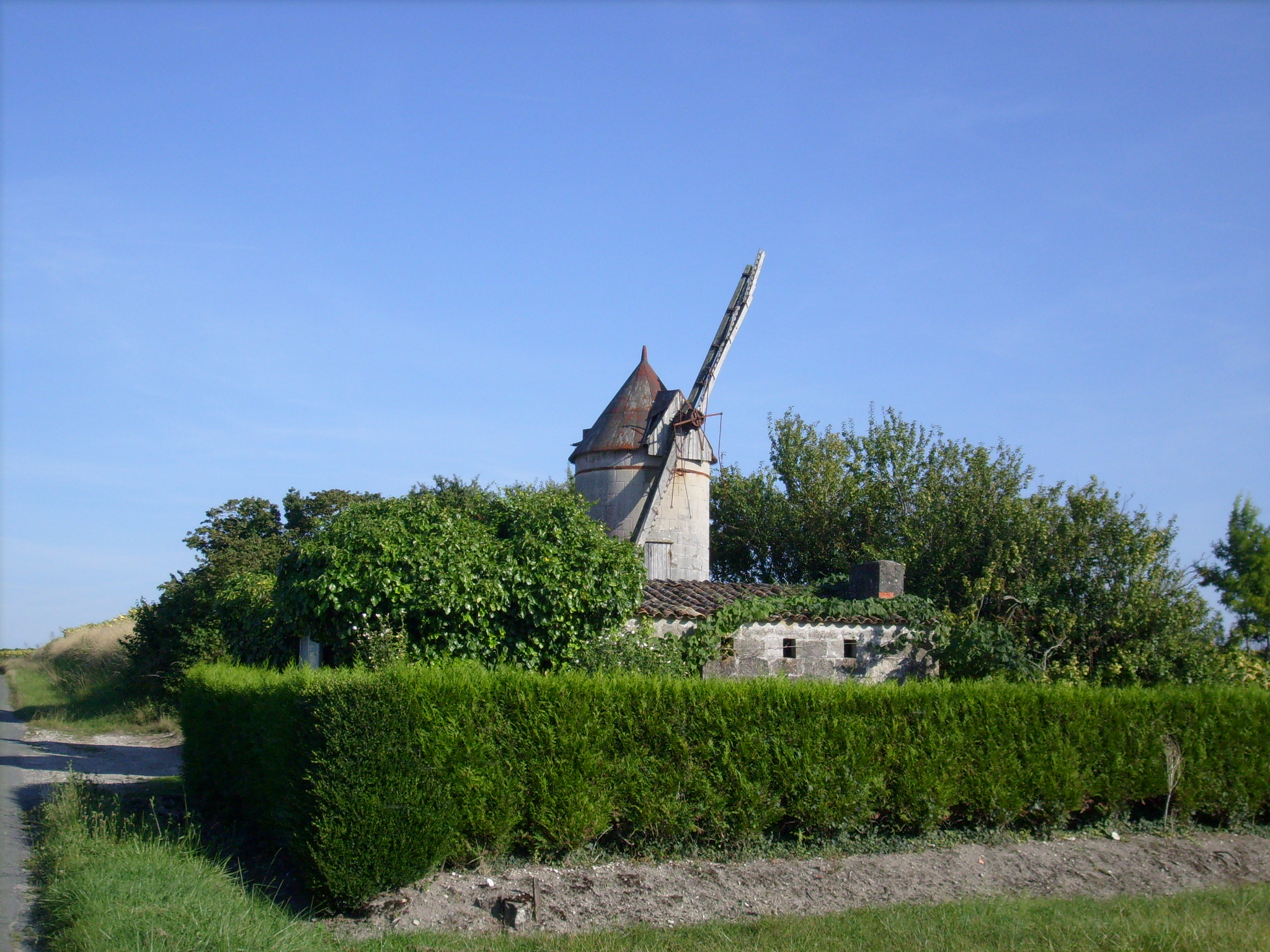
Mühle von Barabe